# Johan Gottschalk Wallerius
Johan Gottschalk Wallerius (Stora Mellösa, 11 luglio 1709 – Uppsala, 16 novembre 1785) è stato un chimico e mineralogista svedese.

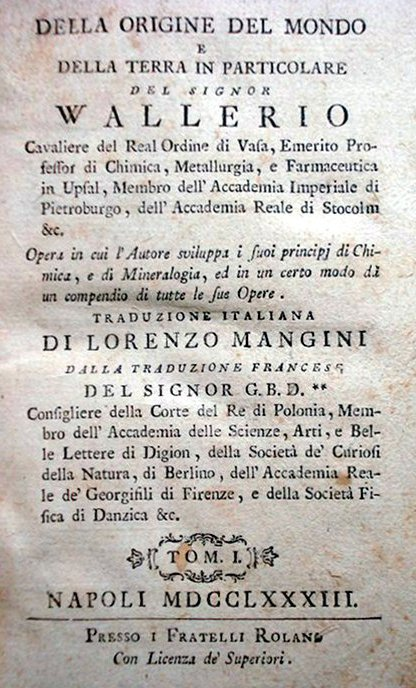
Frontespizio di una traduzione in italiano del 1783

Wallerius, noto in Italia come Wallerio, nacque a Stora Mellösa nel Närke, entrò nell'Università di Uppsala nel 1725, e si laureò magister nel 1731 dopo studi di matematica, fisica e medicina. Continuò i suoi studi all'Università di Lund, dove ricevette il dottorato in medicina nel 1735. Divenne aggiunto di medicina all'Università di Uppsala nel 1741 e primo titolare di una nuova cattedra di chimica, medicina e farmacia nel 1750. Sempre nel 1750 fu eletto membro della Accademia Reale Svedese delle Scienze. Si ritirò dalla cattedra nel 1767 e gli succedette il suo allievo Torbern Bergman.
Wallerius è considerato il fondatore della chimica applicata all'agricoltura,  soprattutto per il suo ampiamente diffuso Agriculturae fundamenta chemica (pubblicato in svedese nel 1761 col titolo Åkerbrukets chemiska grunder e poi tradotto in molte altre lingue). Pubblicò molti altri testi di chimica, geologia e mineralogia e compiva gli esperimenti nel suo podere Hagelstena a Alsike, a sud di Uppsala.
Il primo laboratorio chimico indipendente di Uppsala, ancora esistente in Västra Ågatan 24 lungo il fiume Fyrisån, fu costruito quando era professore all'università.